# Pont Alexandre-III
A Pont Alexandre-III (magyarul: III. Sándor híd) egy párizsi ívhíd a Szajna felett, amely a francia főváros VII. és VIII. kerületeit köti össze. A III. Sándor orosz cárról elnevezett építményt 1896 és 1900 között építették, alapkövét pedig a névadó fia, II. Miklós rakta le. A Beaux-Arts stílusban épült és art nouveau lámpásokkal, kerubokkal, szárnyas lovakkal és nimfákkal díszített híd egyike a város legismertebb és legnépszerűbb hídjainak. 1975-től történelmi műemlékként (Monument historique) van nyilvántartva, és 1991-ben több Szajna-parti látványossággal együtt a Világörökség része lett.
A következő híd a folyón felfelé a Pont de la Concorde, lefelé pedig a Pont des Invalides.

## Története

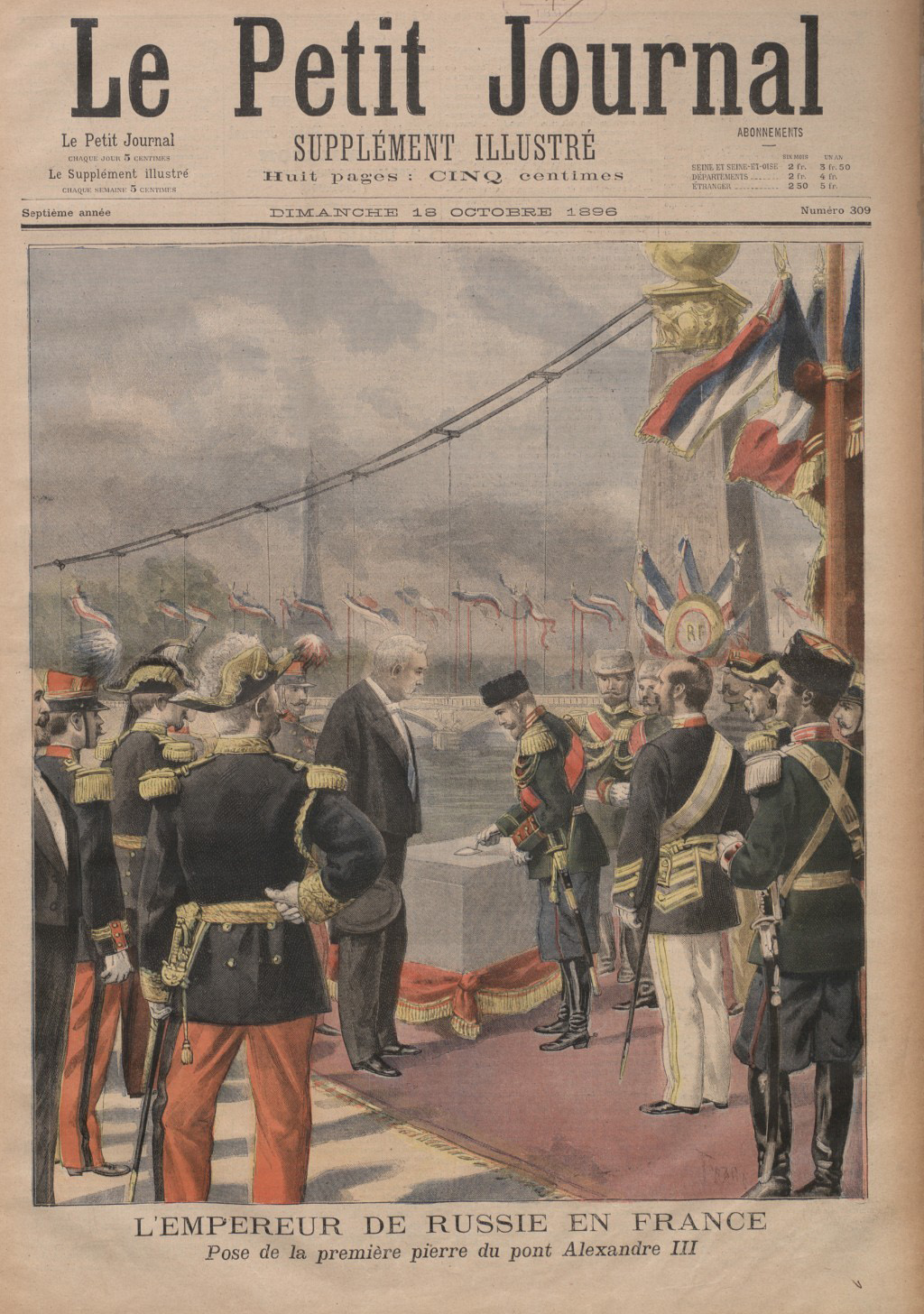
Az 1896-os alapkőletétel ábrázolása a korabeli sajtóban

1891 augusztusában egy konzultatív paktum jött létre Franciaország és az Orosz Birodalom között. 1892. augusztus 17-én katonai egyezményt írtak alá, és a szövetség az egyezmények ratifikálása után, 1894 elején lépett életbe. Az eseménynek emléket állítandó, az 1900-as párizsi világkiállításra egy híd felépítését tervezték, amely a szövetségkötés idején uralkodó III. Sándor orosz cárról lett elnevezve. A politikai szövetség másik emléke Szentpéterváron készült el. Az 1903-ra befejezett Szentháromság híd Gustave Eiffel tervei alapján készült, és az alapkövet 1897 augusztusában Félix Faure francia elnök helyezte el.
A párizsi híd pályázati kiírására 108 pályamunka érkezett, végül Jean Résal és Amédée d'Alby kapott tervezési megbízást. Az építészeti és dekoratív munkákat Joseph Cassien-Bernard-ra és Gaston Cousin-ra bízták.
Az alapkő letételére 1896. október 7-én, II. Miklós cár és Félix Faure francia elnök jelenléteben került sor. Három év alatt elkészült az építmény, és 1900. április 14-én, a világkiállítás megnyitása előtt egy nappal felavatták azt. A híd két oldalán zajlott a világkiállítás, az Esplanade des Invalides-on pavilonok, a Szajna jobb oldalán pedig a Grand Palais és a Petit Palais épültek fel. A híd tervezésénél fontos szempont volt, hogy felépült paloták és pavilonok, illetve az Invalidusok háza is jól látható legyen, ezért a Pont Alexandre-III nem merőlegesen, hanem kissé átlósan ível át a folyón, így kialakítva az Avenue Winston Churchill és az Avenue du Maréchal Gallieni utakból álló tengelyt.
1975-től a híd műemléki védettséget élvez, miután felvették a történelmi műemlékek közé.
1998-ban jelentős felújítás zajlott a hídon. Ekkor nyilvánvalóvá vált, hogy a különböző fémekből (acélöntvény, öntöttvas, bronz) összeállított szerkezet erősen korrodálódott. A híd építésekor még ismeretlenek voltak a különböző fémek közti elektrolízises folyamatok. A felújítás során összesen 1,8 kg aranyfüstöt használtak fel a szobrok újraaranyozására.

## Jellemzői
Elhelyezkedése miatt a Pont Alexandre-III két követelménynek kellett eleget tegyen: minél laposabbnak kellett lennie, hogy ne takarja el az Invalidusok dómját, de mégis elég magasnak és oszlopmentesnek ahhoz, hogy alatta hajózható maradjon a Szajna. A megoldás egy acél ívhíd lett, amelynek nagy hídfői a folyó két partján mélyen a földbe vannak ágyazva.
Az ívhíd fesztávolsága 107,5 méter, és tégla boltívekkel kapcsolódik a partfalakhoz. Ez a beosztás remekül megfigyelhető oldalról, viszont a hídon állva alig érzékelhető.
A híd hossza 160 m, szélessége pedig 40 m. A 20 m széles úttest mindkét irányba három-három sávból áll. A járda mindkét oldalon 10 m széles. A híd négy sarkán széles lépcsők vezetnek le az árterületre. A jobb parti lépcsők falán található az 1910-es árvíz vízállásának jelölése. Ez volt 1658 óta a legnagyobb szajnai árvíz a városban.
A híd mindkét oldalán, a tégla boltívek alatt haladnak át az árterületek egysávos útjai. A bal parton később kialakításra került egy másik alagút is, amelyen egy gyorsforgalmi út halad át (Voie Expresse Rive Gauche). A jobb oldalon raktárhelyiségek, illetve egy szórakozóhely található a hídfő alatt.
A világkiállítás idején a felszín alatt a tömegközlekedés is elhaladt, azonban ez a tulajdonképpeni hídszerkezeten kívül esett.

### Díszítése
A híd külső megformálásával Joseph Cassien-Bernard és Gaston Cousin építészek lettek megbízva, akik a fém ívet a kor stílusának megfelelő, különböző dekoratív elemek mögé rejtették.
A híd látható részét négy, 17 m magas oszlop zárja közre, melyeken egy-egy 4 m magas, aranyozott bronzszobor áll. A négy pégaszoszt egy-egy fáma, a hírverés ókori római istennője zabolázza. Az oszlop lábánál kőszobrok állnak, melyek a megszemélyesített Franciaországot ábrázolják különböző korokban. Az oszlopok a híd stabilitásában is fontos szerepet játszanak, ugyanis ezek az híd ívének ellensúlyaként szolgálnak.
- A jobb parton, a folyón felfele található oszlopon áll a La renommée des beaux-arts (A szépművészetek fámája), amely Emmanuel Frémiet alkotása. Ennek lábánál látható Alfred-Charles Lenoir műve, a La France de Charlemagne (Franciaország Nagy Károly korában) című szobor, amely egy ülő királynőalak, kezében karddal és országalmával.
- A jobb parton, a folyón lefele található oszlopon áll a La renommée de l'agriculture vagy más megnevezés szerint La renomée des Sciences (A mezőgazdaság fámája/A tudományok fámája), amely ugyancsak Frémiet műve. Az oszlop lábánál áll a La France moderne (A modern Franciaország) Gustave Micheltől.
- A bal parton, a folyón felfele található oszlopon áll a Renommée du Commerce vagy más megnevezés szerint a La renommée au combat (A kereskedelem fámája/A harc fámája), amely Pierre Granet (1843–1910) alkotása. Talapzatánál áll a La France de la Renaissance (A reneszánsz Franciaország) Jules Coutan-tól.
- A bal parton, a folyón lefele található oszlopon áll a La renommée de la guerre (A háború fámája), amelyet Léopold Steiner kezdett el, majd 1899-es halála után Eugène Gantzlin fejezte be. Ennek lábánál látható a La France de Louis XIV (Franciaországa XIV. Lajos idején) Laurent Marqueste-től (1848–1920).

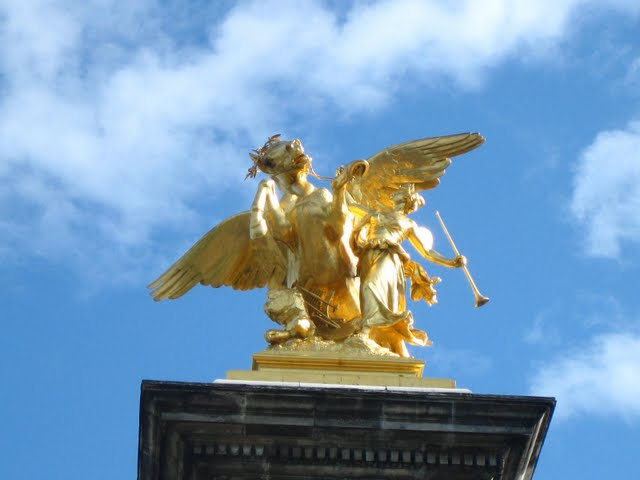
A művészetek fámája
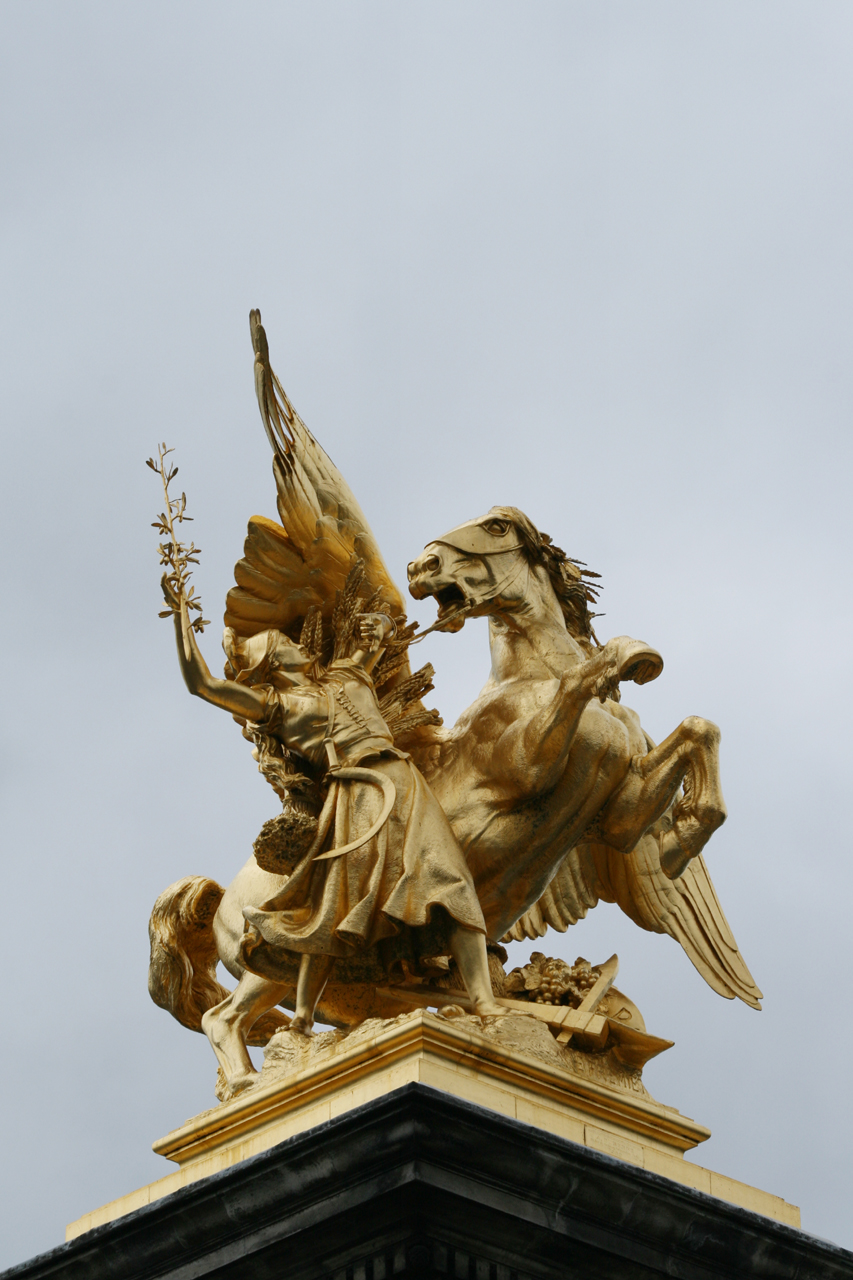
A mezőgazdaság fámája
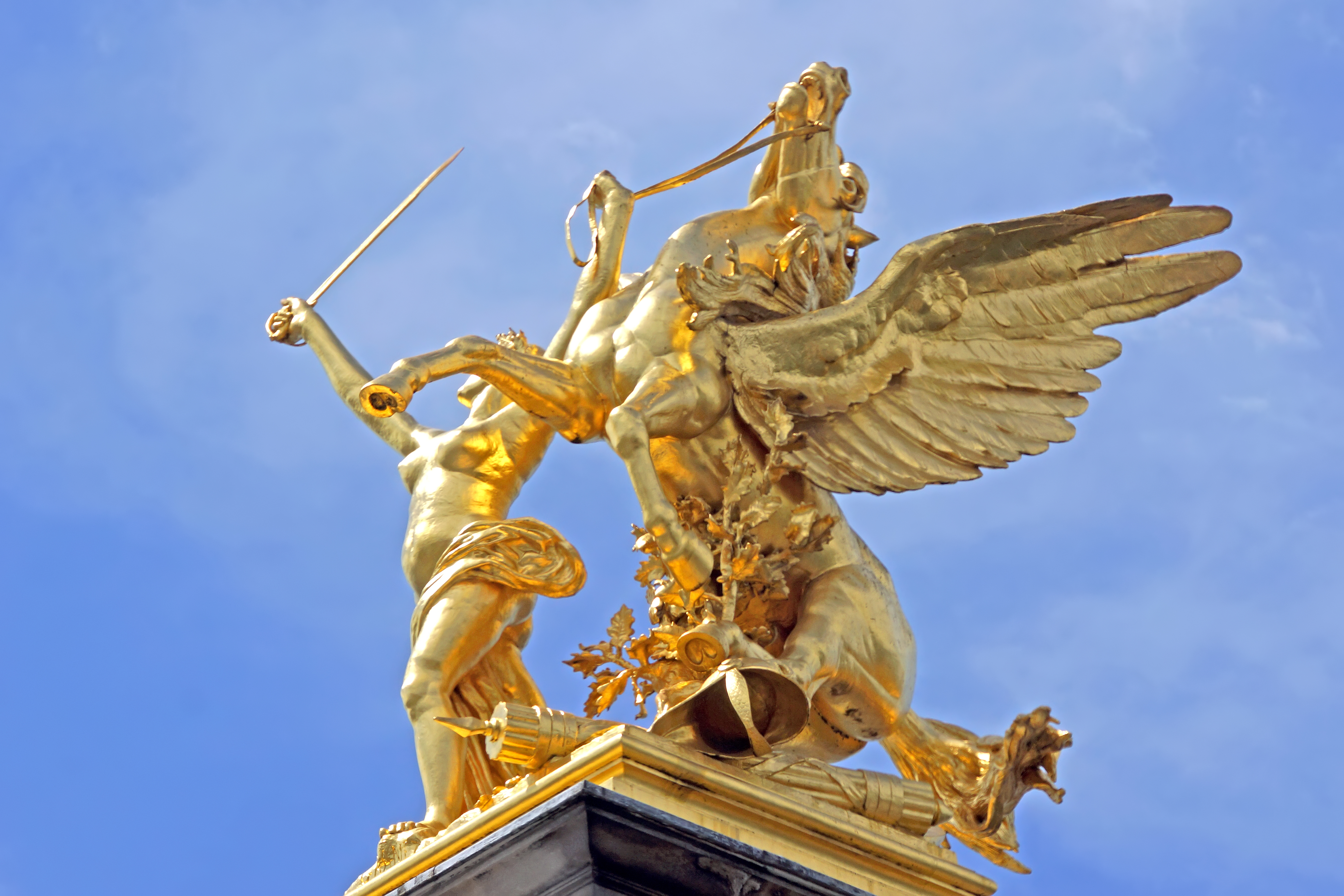
A kereskedelem fámája
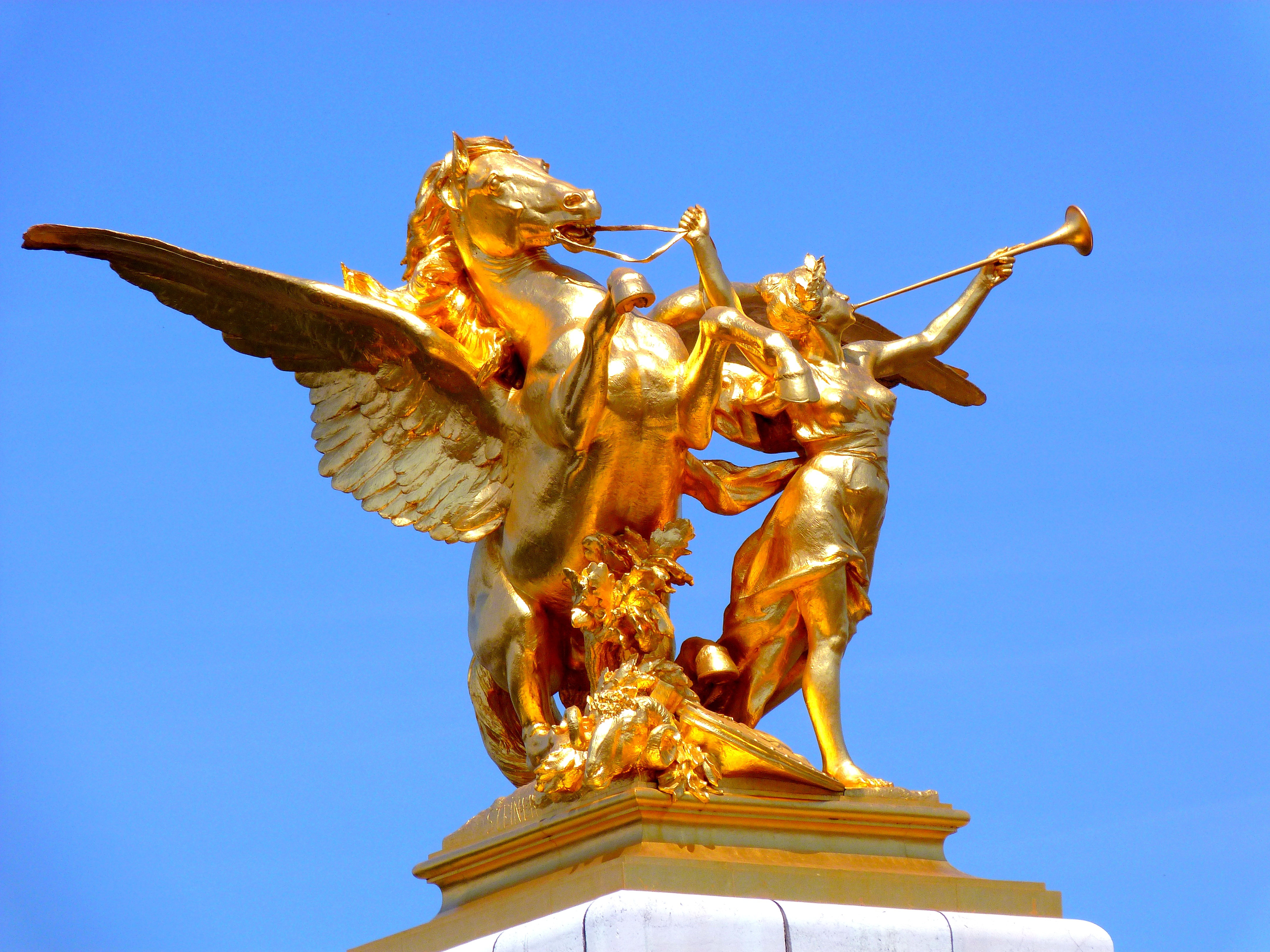
A háború fámája

Az oszlopoktól kissé távolabb áll négy kőoroszlán, melyeket egy-egy gyermek vezet. Az oroszlánokat a jobb parton Georges Gardet, a bal parton pedig Jules Dalou alkotta. Az oszlopok mögött ötkarú, puttókkal díszített öntöttvas kandeláberek képezik az átmenetet a híd korlátja irányába, amelyet egy sor háromkarú kandeláber tagol mindkét oldalon. Az úttest mentén, a járdán ugyancsak öntöttvasból készült utcalámpák sorakoznak. A hídon más bronz-, illetve rézszobrok is állnak. A kandelábereket támasztó szerelmek (Les amours soutenant les quatre lampadaires) Henri Désiré Gauquié alkotásai, a halakkal és kagylókkal ábrázolt lángelmék (Quatre génies avec des poissons et des coquillages) pedig Léopold Morice és André Massoulle művei.

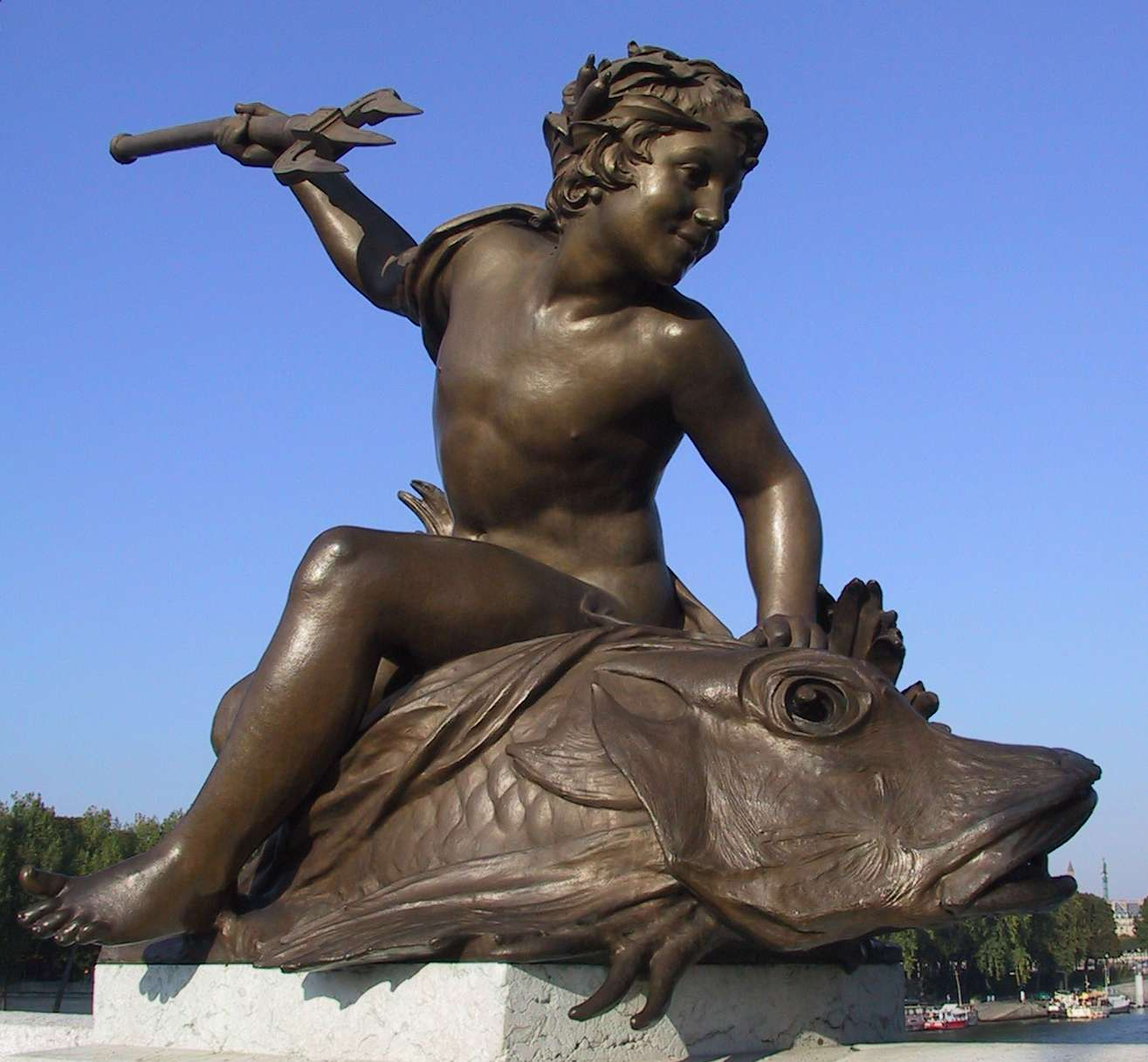
Szobor hallal
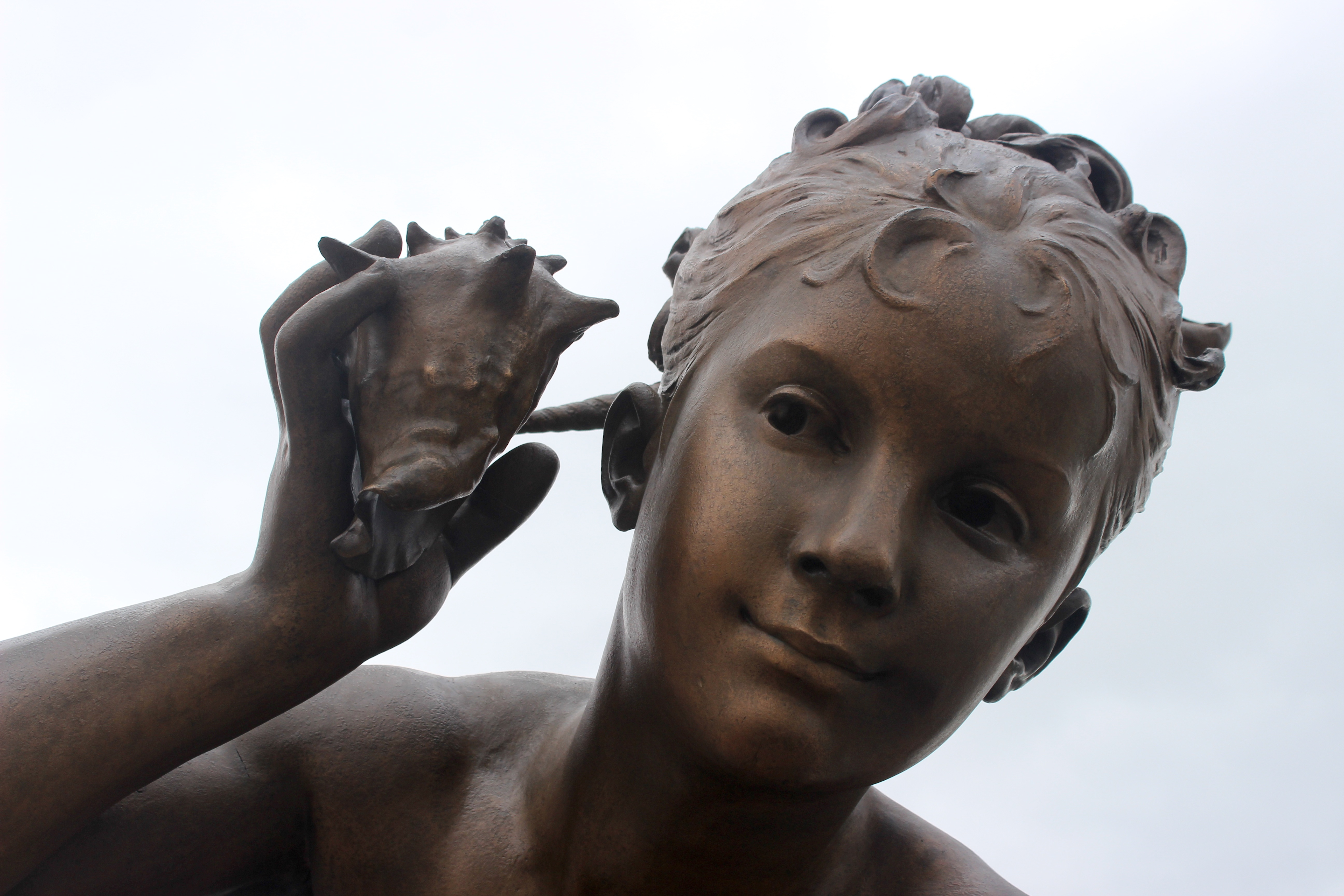
Szobor kagylóval
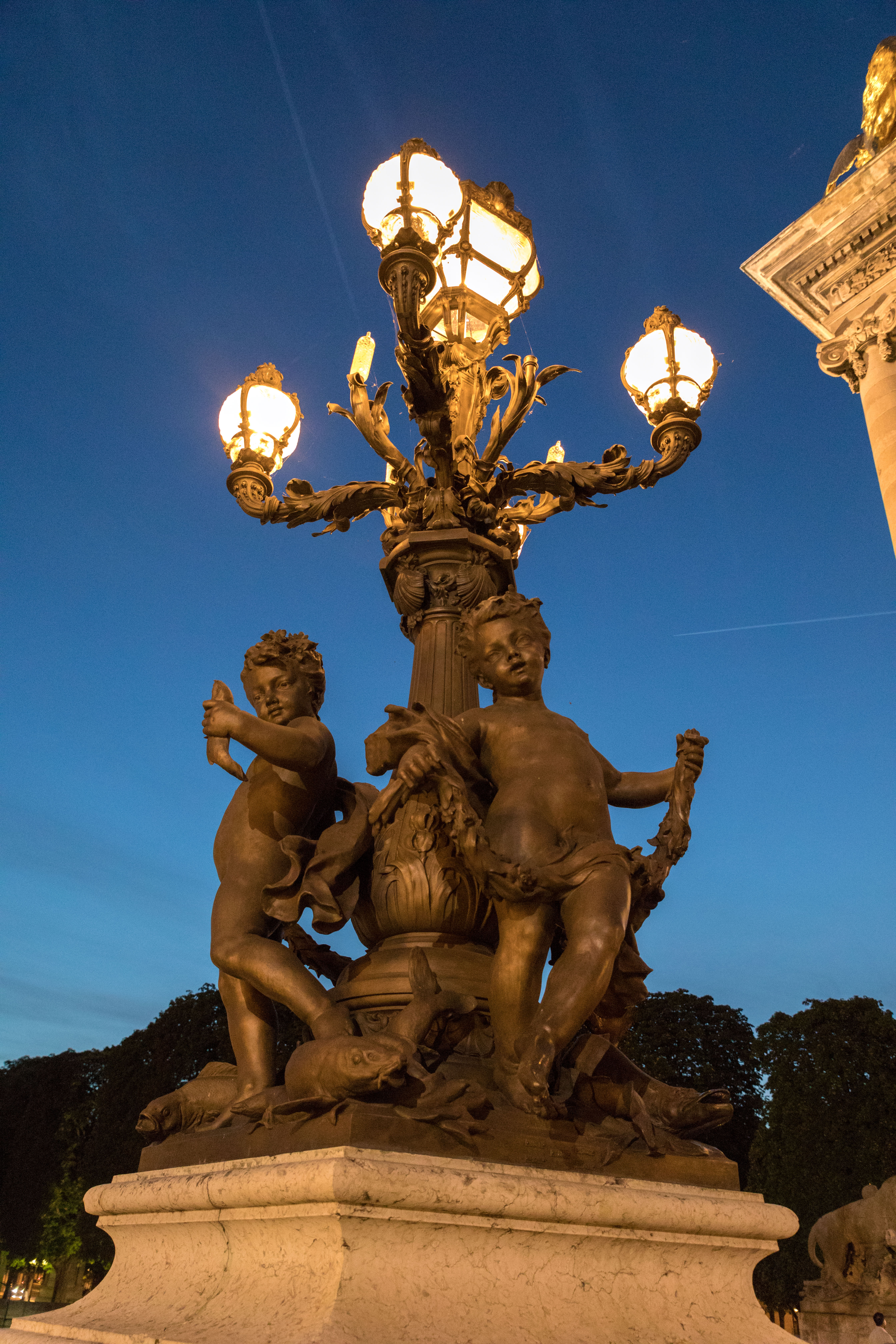
Puttós kandeláber
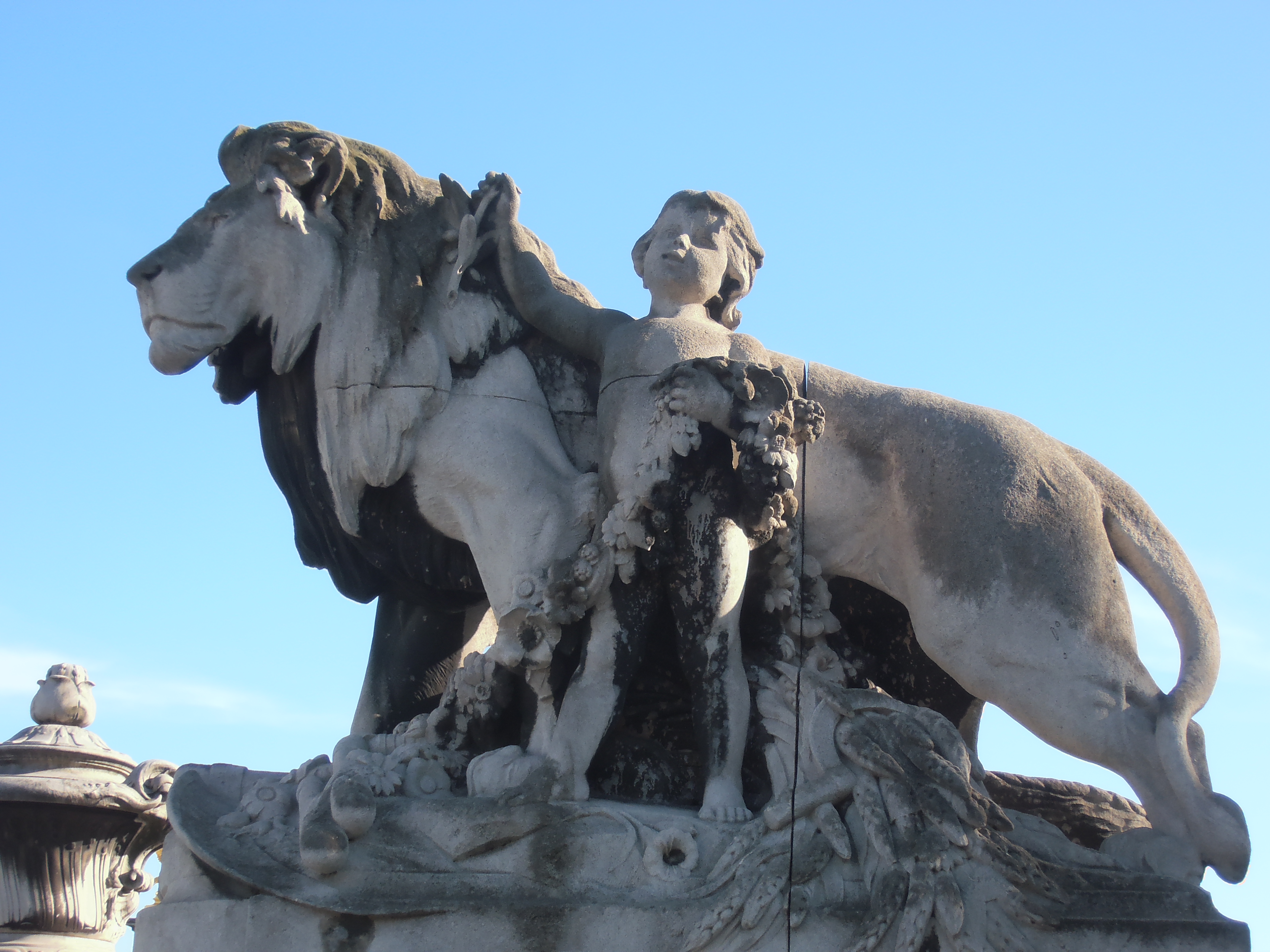
Gyermek oroszlánnal
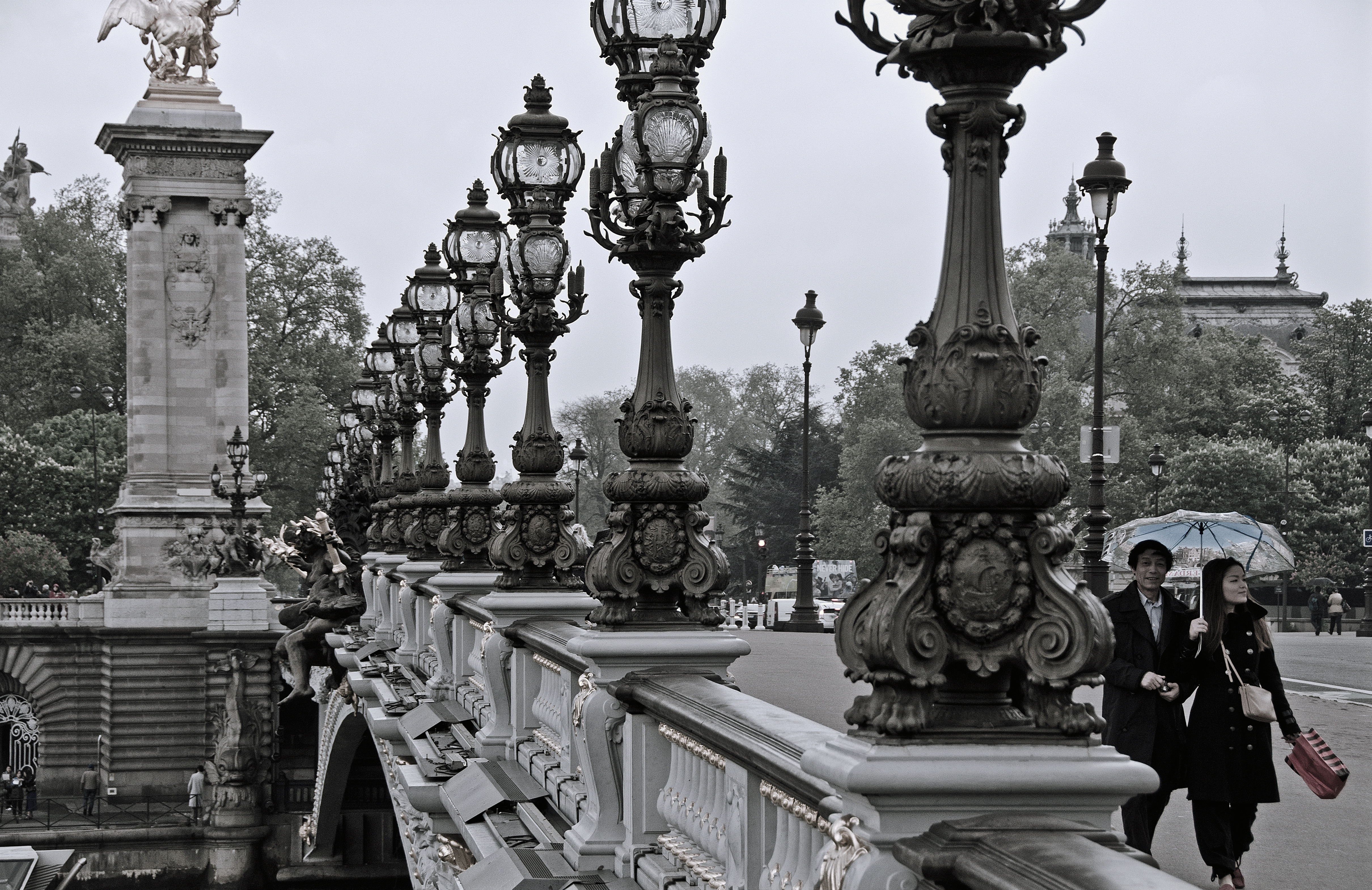
Lámpák sora

Az ívek közepén, a Szajna fölé magasodva helyezkednek el az egyes oldalakon a nimfa-domborművek, amelyek a francia-orosz szövetségnek állítanak emléket. A Szajna nimfái Párizs, míg a Néva nimfái az Orosz Birodalom arany címerét tartják kezükben. A réz domborművek Georges Récipon művei. A híd ívének külseje girlandokkal és különböző öntöttvas díszekkel tarkított.

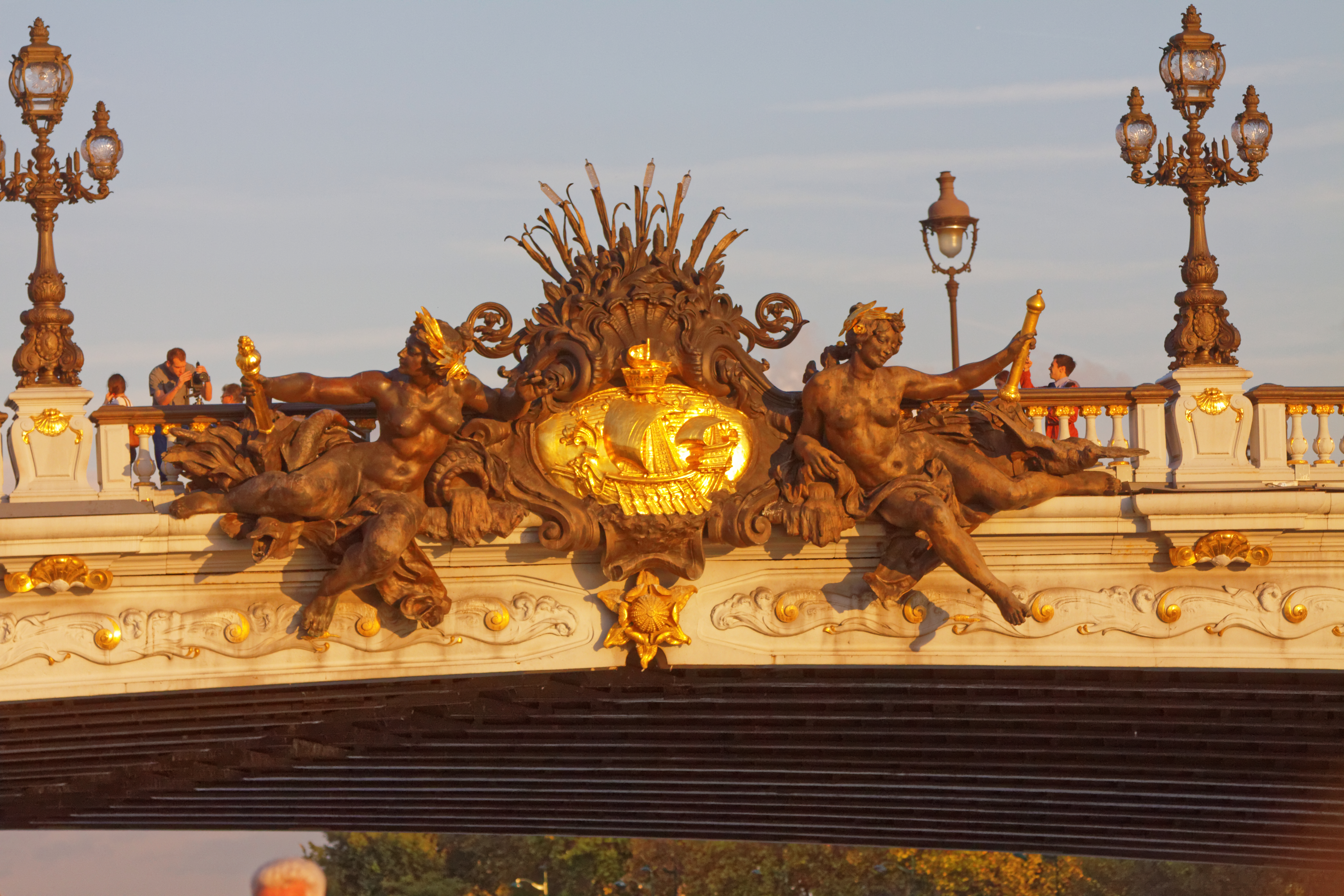
A Szajna nimfái
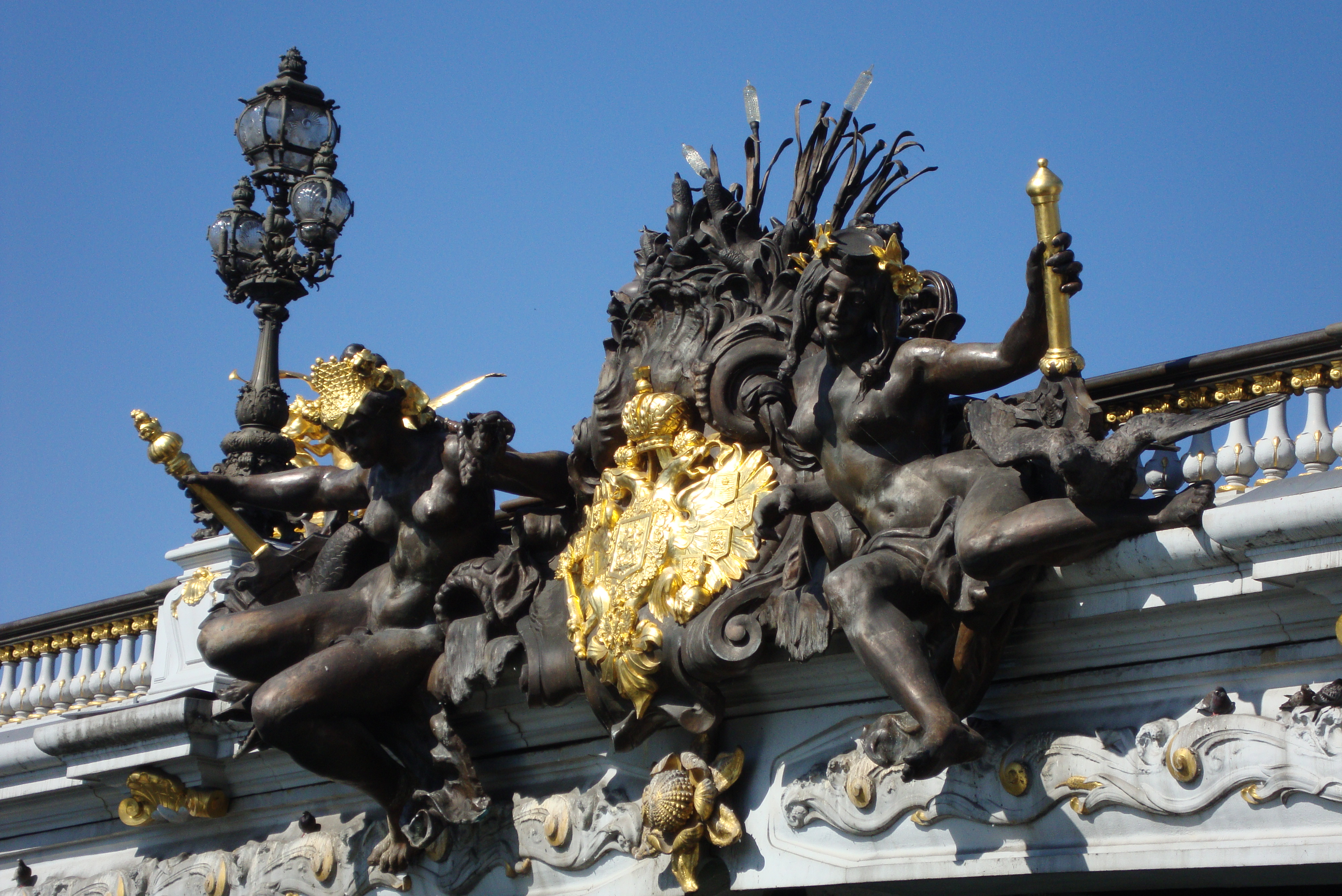
A Néva nimfái
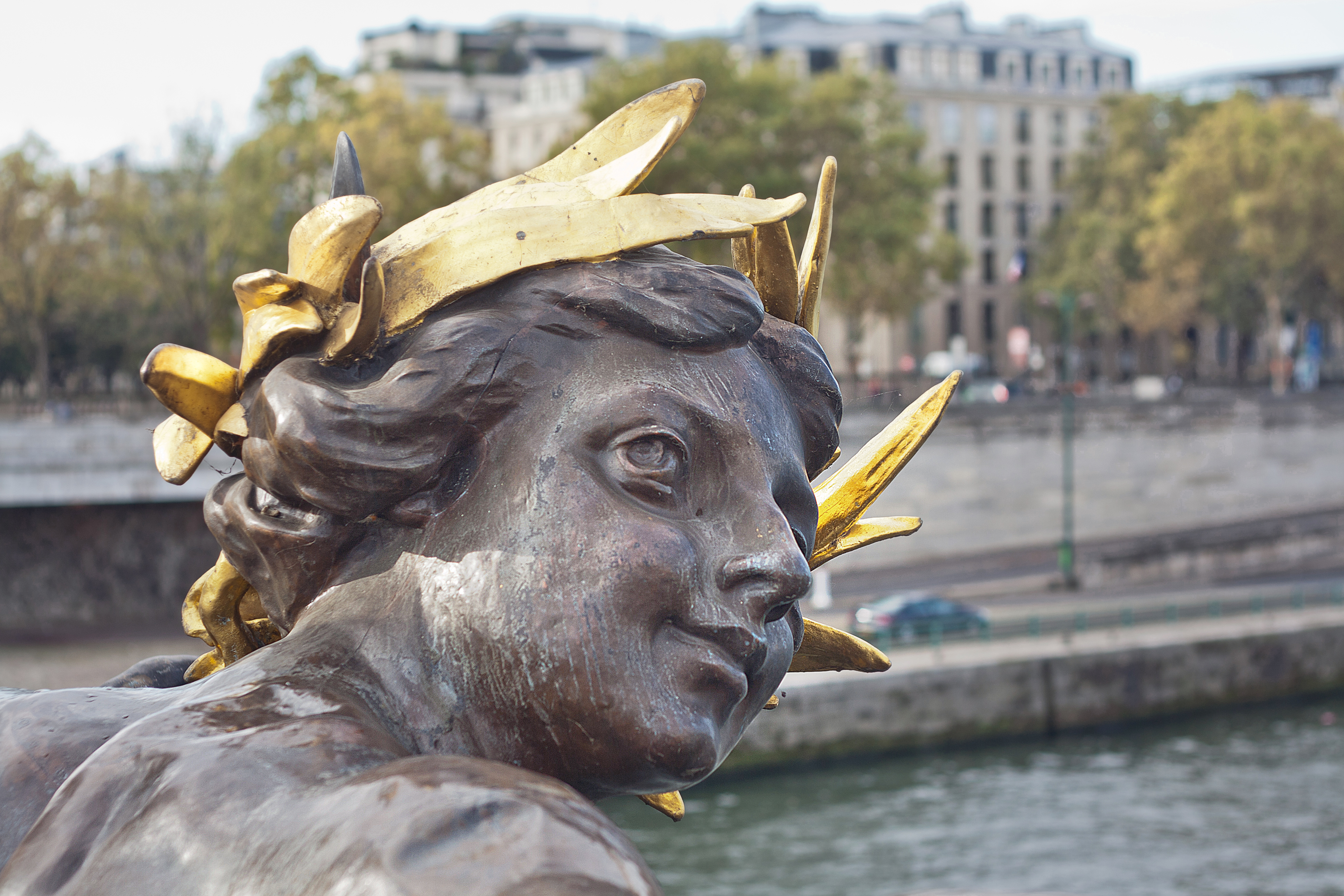
Közelkép egy nimfáról

## Műszaki jellemzők

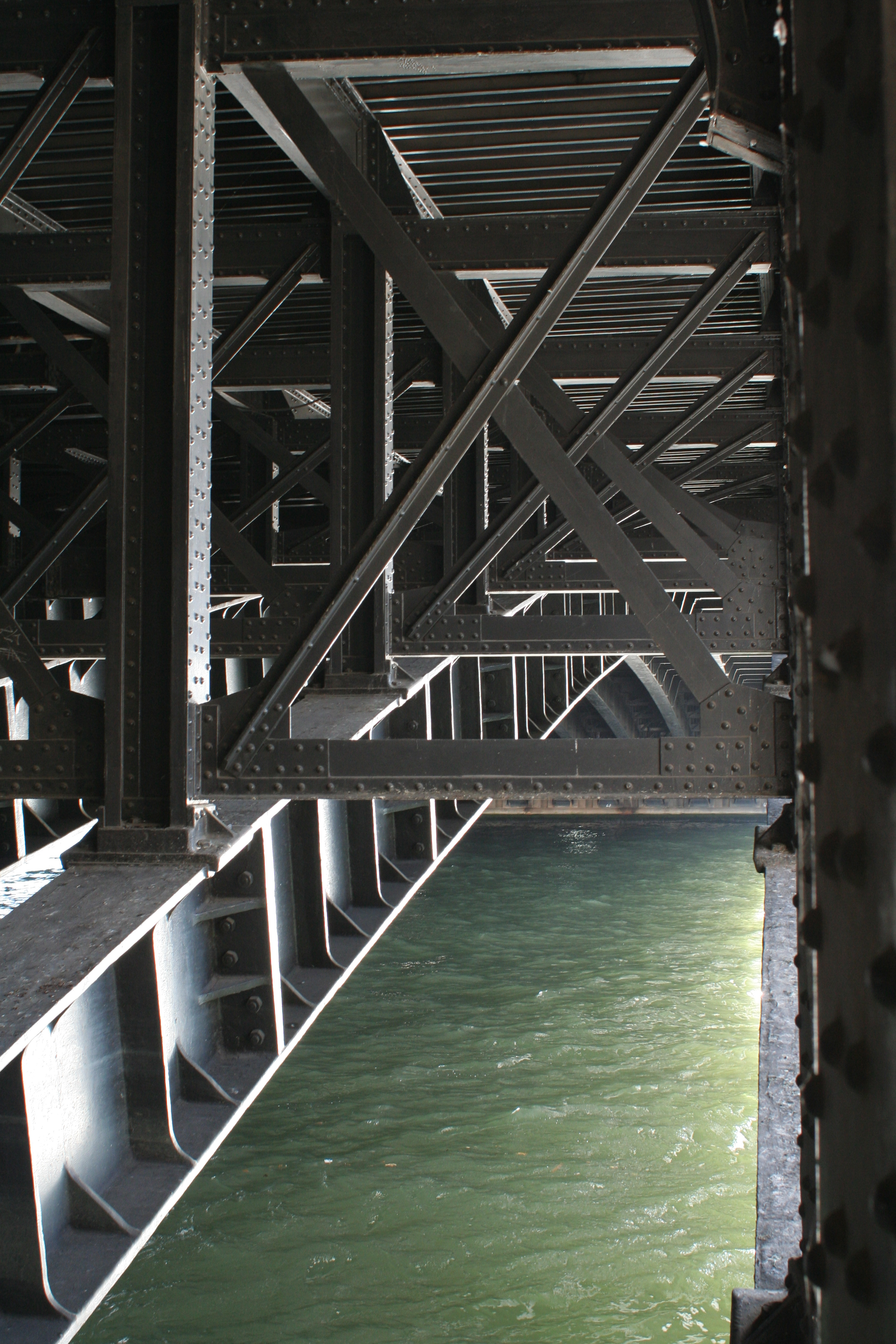
A híd szerkezetének egy része

A Pont Alexandre-III egy háromcsuklós ívhíd, melynek íve rendkívül lapos. Ez 15 acélöntvény tartóoszlopból áll, melyek párhuzamosan vannak elrendezve 2,85 méteres tengelytávolsággal. Bár a híd középső tengelye enyhén átlósan szeli át a folyót, a parton minden szerkezeti rész a Szajnával párhuzamosan lett kialakítva. Ez nem csak a partfalakat és a díszoszlopokat érinti, hanem a csuklókat is. Ennek következménye, hogy a híd felépítményének alaprajza egy paralelogramma. Mivel a kandeláberek és a díszek párhuzamosak a híd tengelyével, az építmény ferde elhelyezkedése az avatatlan szemnek nem tűnik fel.
Az alátámasztásoknak köszönhetően a Szajna eredeti szélessége a híd alatt 110-ről 109 méterre csökkent. A csuklók mindkét oldalon 0,75 méterrel a vízszint felett, elkülönített öntöttacél elemeken nyugszanak. Így a híd ívének fesztávolsága 107,5 m. Az ívmagassága 1/17,12. A süllyesztőszekrények segítségével megépített alátámasztások a kor leghatalmasabb ilyen hídelemei közé tartoztak. A dupla T-idomacélokon nyugvó szerkezet függőleges támaszokkal kapcsolódik az ívtartókhoz, és a szerkezetet vízszintes és átlós támaszok merevítik.
Minden ívtartó 32 egymással összecsavarozott vasöntvény elemből áll, amelyek, a kicsivel rövidebb, a csuklókhoz kapcsolódó végső darabokat leszámítva, egyenként 3,625 m hosszúak. Az elemek dupla T-idomacél formájúak.
Az acélöntvény tartóoszlopokat és a hozzájuk tartozó csuklókat öt különböző öntődében állították elő, és teherszállító uszályokkal juttatták el a párizsi helyszínre. A többi elemet is beépítésre készen szállították az építőtelepre. A Szajna felett egy 120 m hosszú mozgatható portáldarut építettek, melynek segítségével az kész elemeket a helyükre illesztették. Így az akkoriban jóval sűrűbb hajóforgalmat sem akadályozta az építkezés. A híd egyik pillérének felirata szerint az acélszerkezetet gyártása a Le Creusot-i Schneider & Cie és a Lille-i Compagnie de Fives-Lille irányítása alatt zajlott.

## A populáris kultúrában
Filmek, sorozatok
- Az 1956-os Anastasia című filmben az Ingrid Bergman alakította főhős a híd lépcsőinél próbál öngyilkos lenni.
- Az 1979-es French Postcards film utolsó romantikus jelenete a hídon játszódik.
- Az 1985-ös Halálvágta című James Bond-film üldözéses jelenetében, Bond (akit utolsó alkalommal alakított Roger Moore) egy, az Eiffel-toronytól ellopott Renault 11-es taxival ér a hídhoz, ahol megállásra kényszerül.
- Az 1997-es Anasztázia animációs filmben a híd megrongálódik, amikor Raszputyin megpróbálja megölni Anasztáziát, aki a valóságban a híd névadójának az unokája volt.
- Az 1998-as Ronin című filmben a kémek és a fegyverkereskedők a jobb parton, a híd alatt találkoznak.
- A 2004-es Hosszú jegyességben, Marion Cotillard karaktere a híd alatt öli meg a François Levantal által játszott szereplőt.
- A 2005-ös Angel-A című francia film két főszereplője, Angela és André a hídról ugrik a Szajnába.
- A Maffiózók sorozat Likviditási gondok című epizódjában Carmela Soprano és Rosalie Aprile párizsi útjuk alkalmával megállnak a hídon és rácsodálkoznak annak szépségére.[11]
- A 2011-es Éjfélkor Párizsban című filmben több alkalommal is szerepel az építmény.
- A Mielőtt megismertelek című 2016-os film zárójelenetét a híd északkeleti sarkának közelében forgatták.
- A 2016-os Befikre című bollywoodi film egyik daljelenete a híd melletti parton játszódik.

Zene
- Mariah Carey Pharrell Williams-al és Snoop Dogg-gal közösen jegyzett Say Somethin’ slágerének 2006-os videóklipjében is látható a híd.[12]
- A Mozart, l'opéra rock című rockopera C'est bientôt la fin című dalának klipjét a hídon és környékén filmezték.
- Adele Someone like You című dalának 2011-es videóklipjét a hídon vették fel.

Sport
A 2024-es nyári olimpiai játékok pályázati időszakában a Los Angeles-szel versenyző Párizs 2017 júniusában a város több neves látnivalóját versenyhelyszínné alakította és sportbemutatókat tartott. Így a III. Sándor hídon műugró bemutatóra került sor, ahol a sportolók a Szajna vizébe ugorva mutatták be gyakorlatukat.

## Galéria

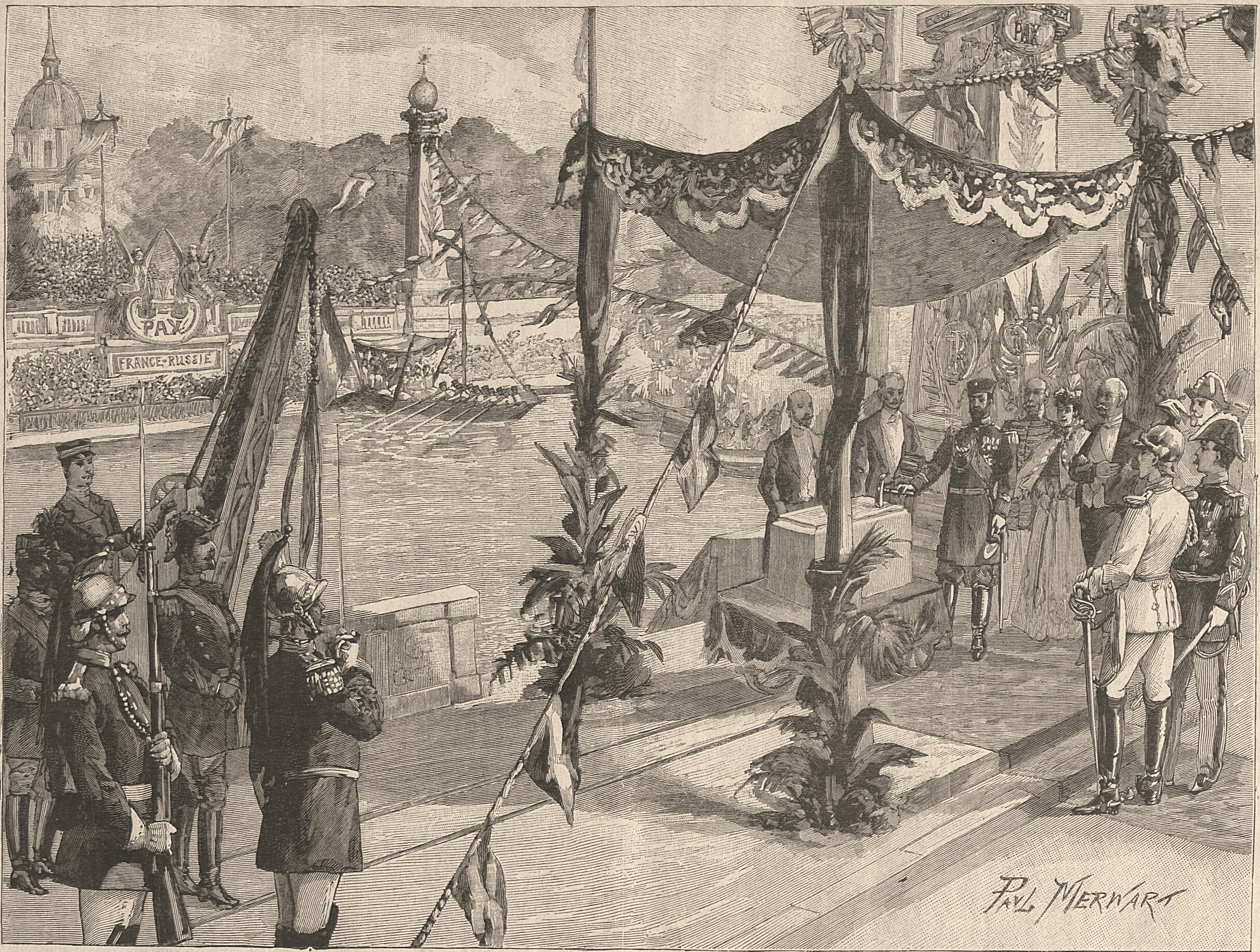
II. Miklós cár leteszi a híd alapkövét 1896-ban
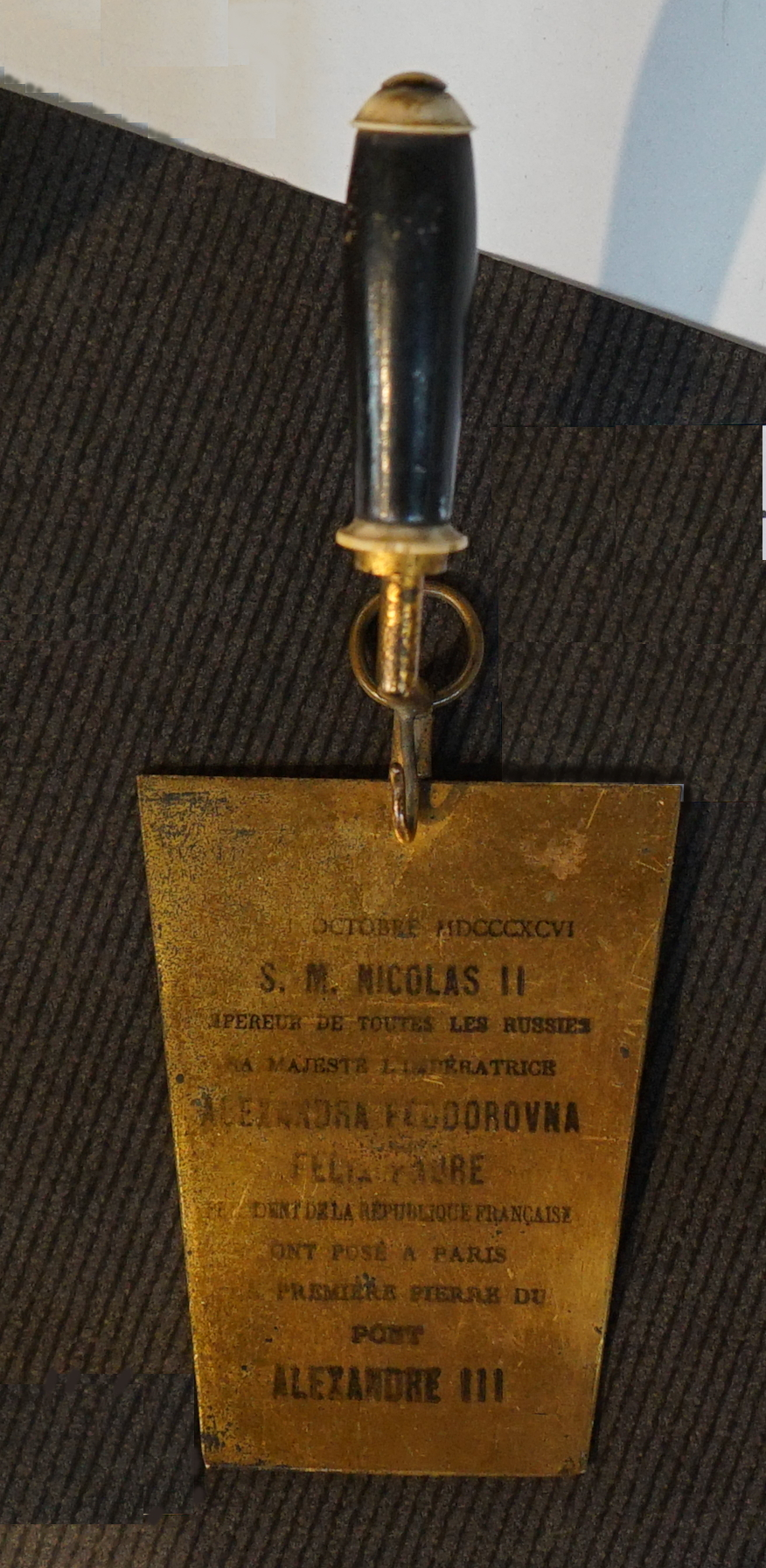
Az alapkő letételekor használt vakolókanál
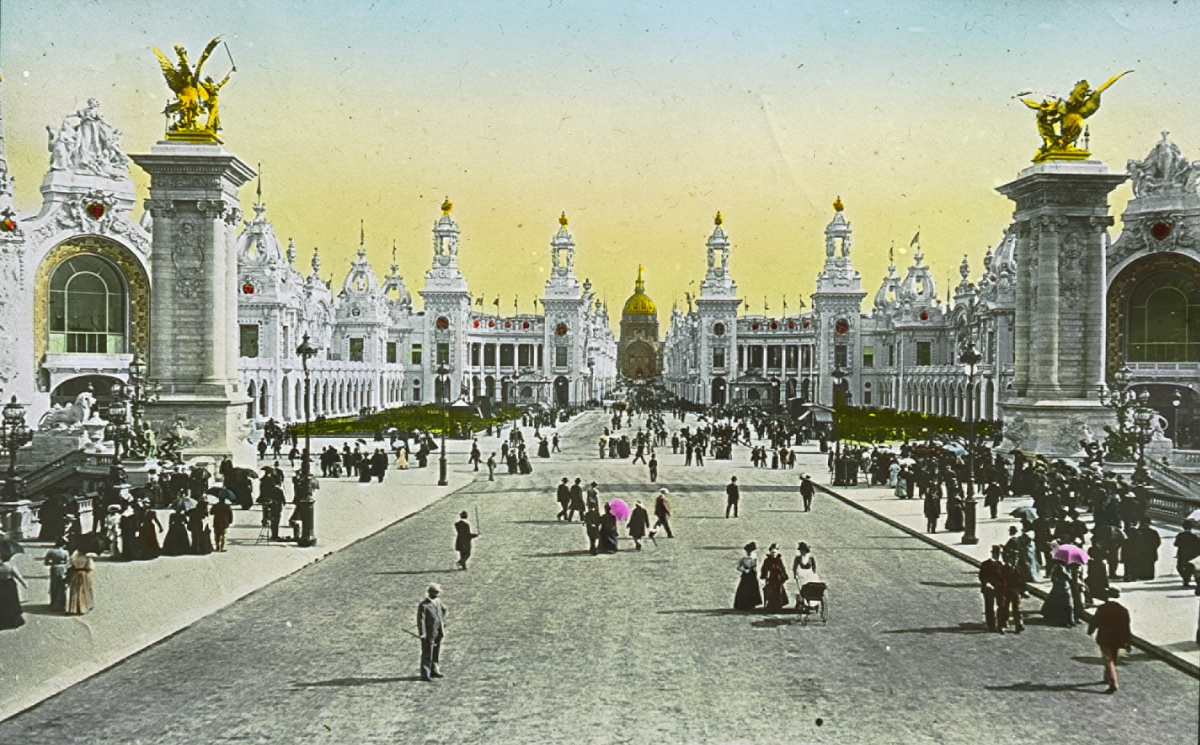
Világkiállítás az Invalidusok sétányán és a híd oszlopai (1900)
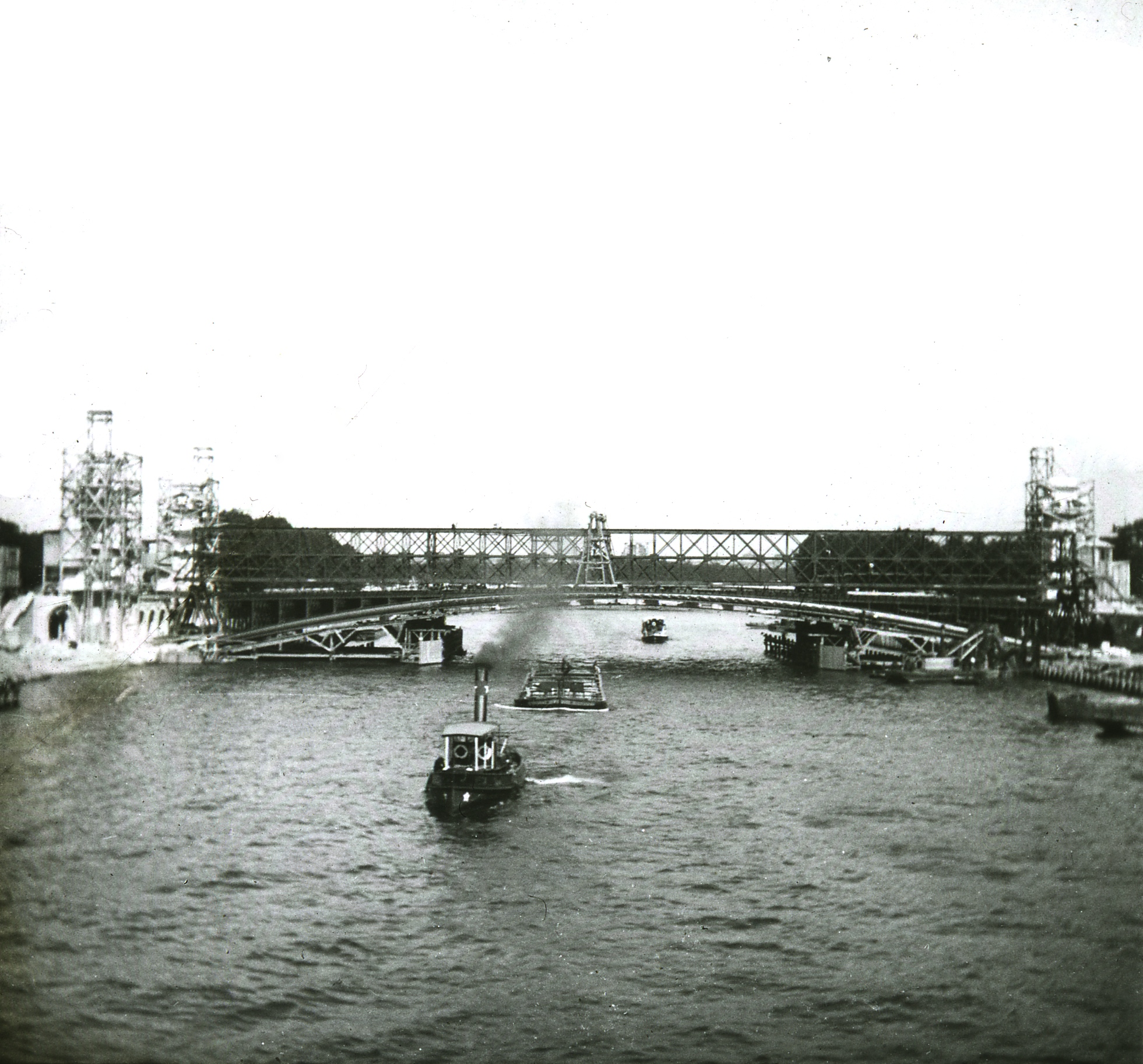
Építés közben
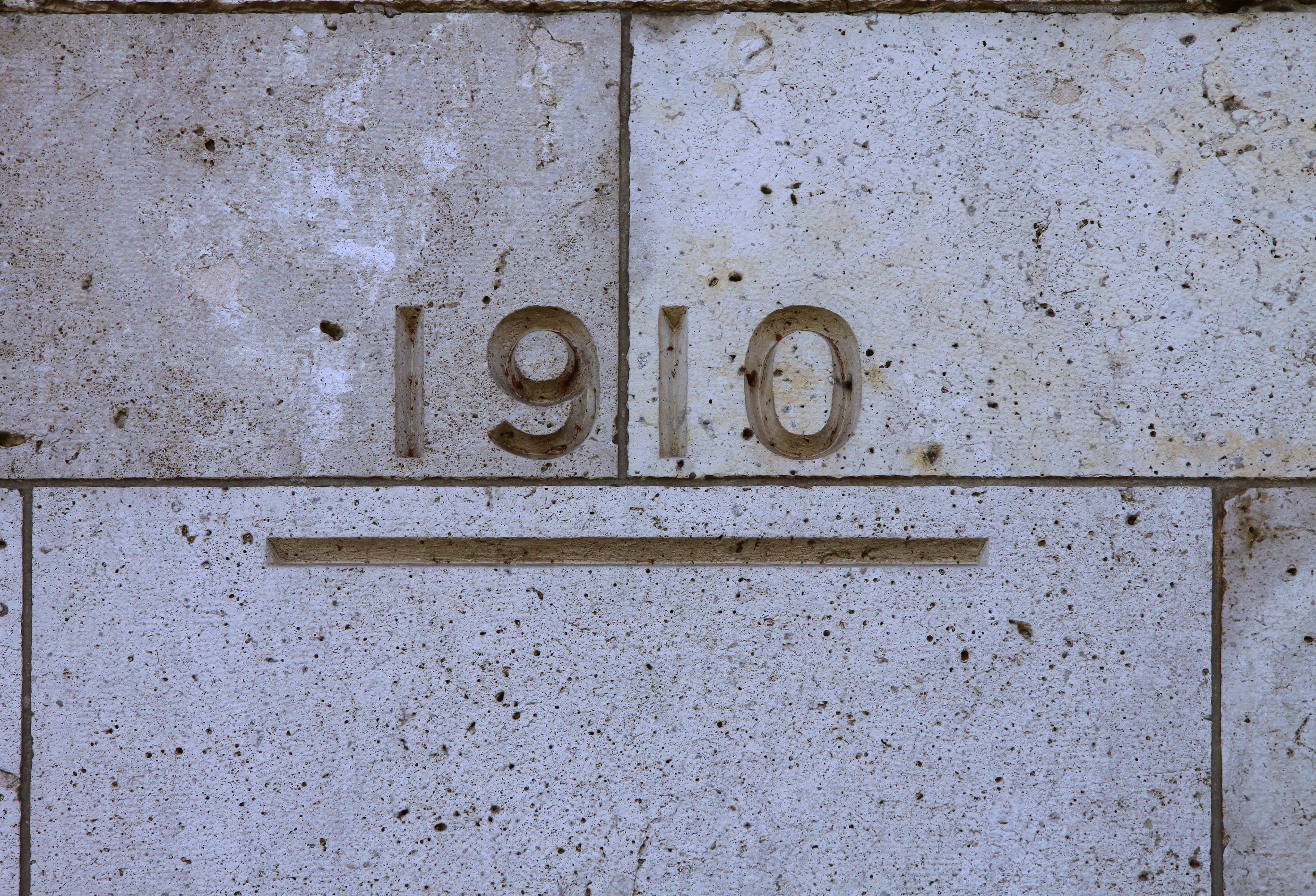
Az 1910-es árvíz szintjét jelző tábla
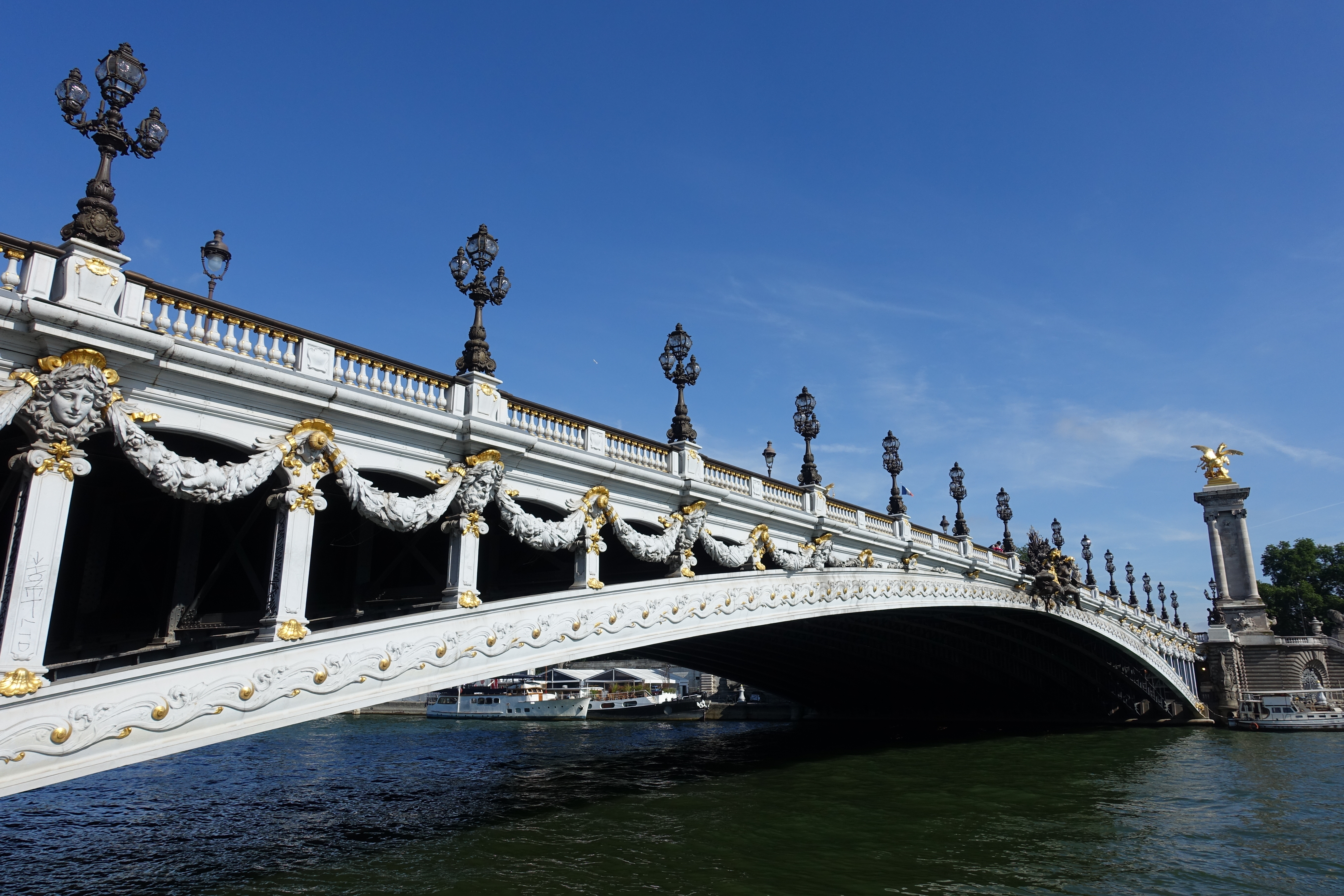
A híd oldalnézetből
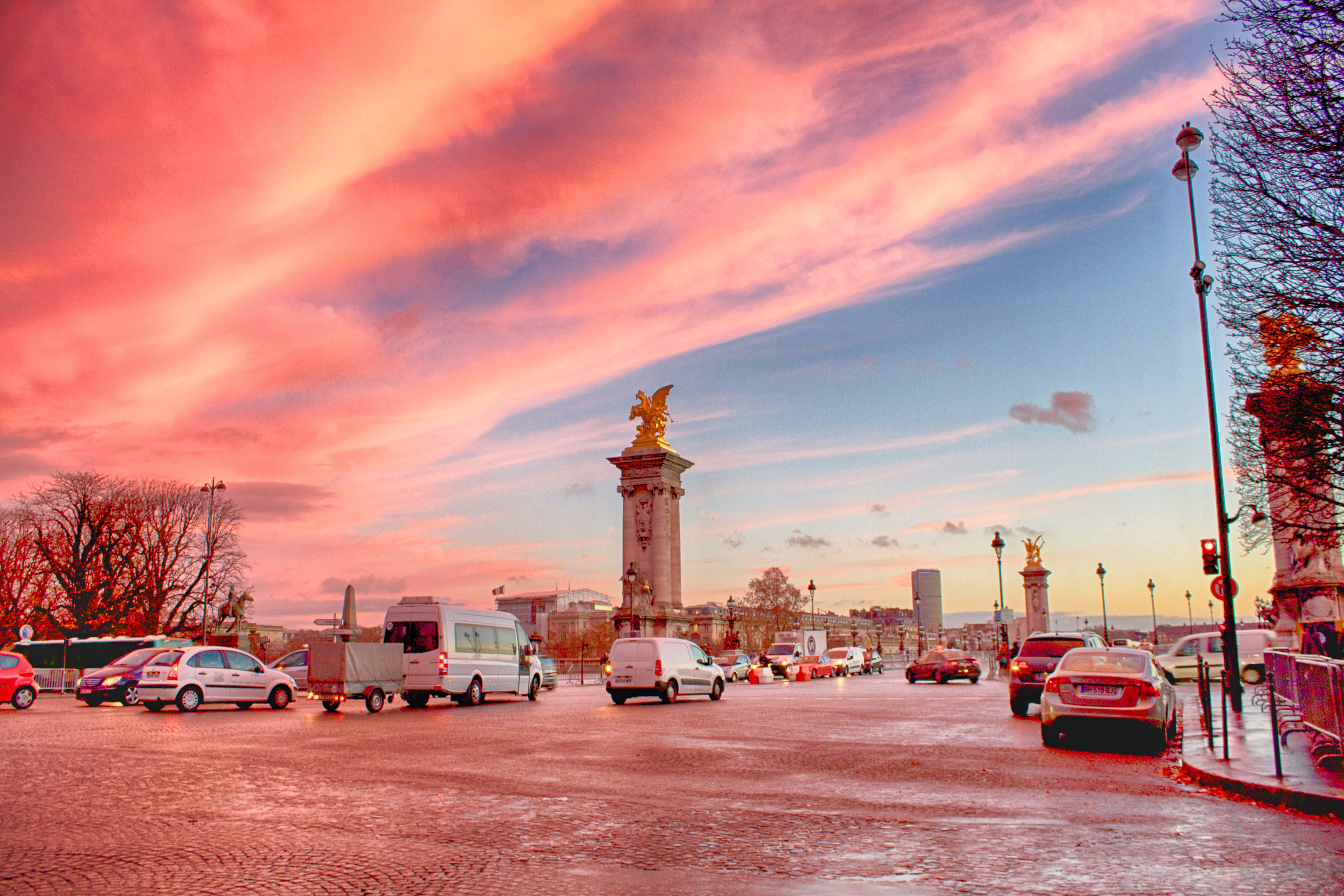
A híd északról
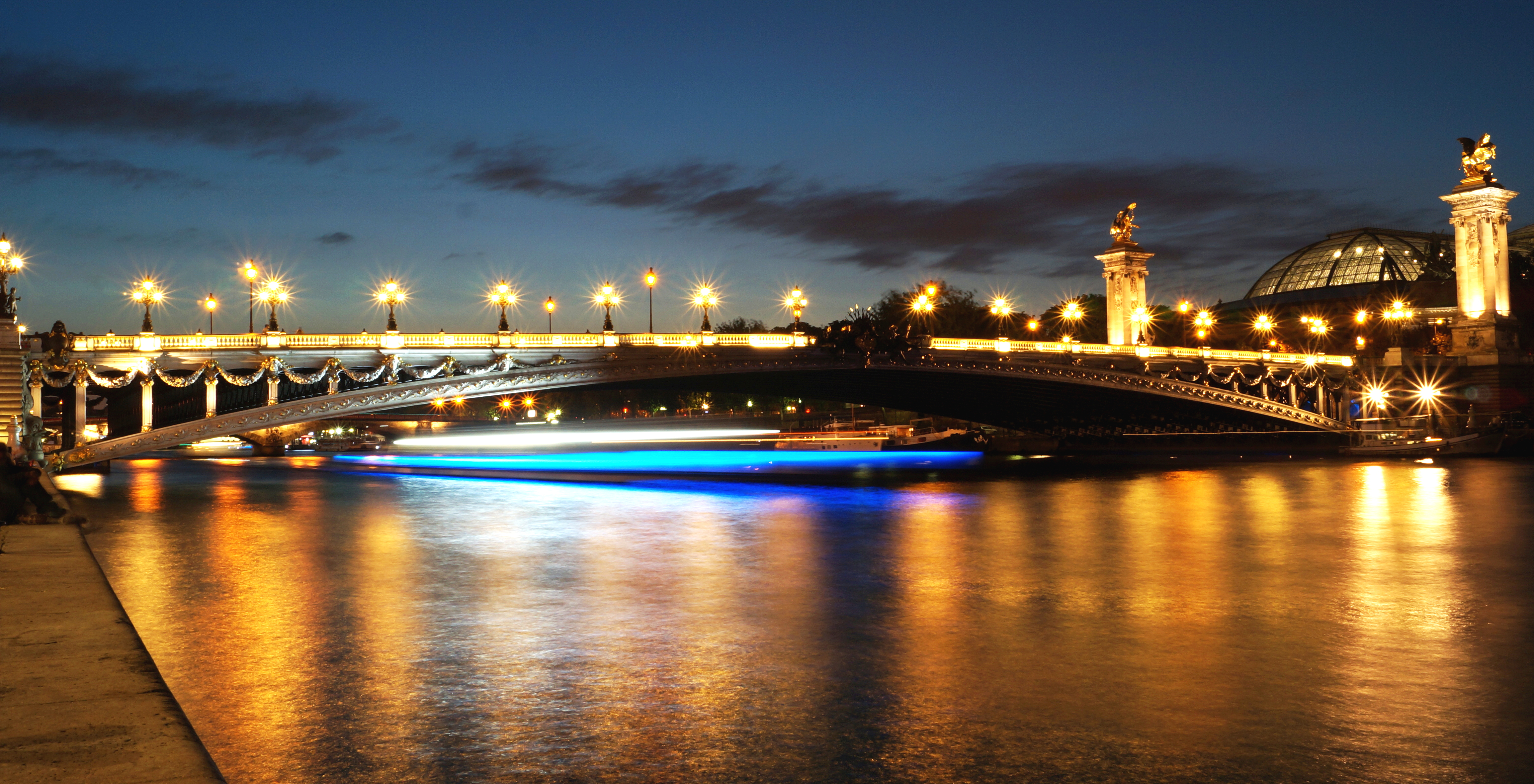
Éjszakai megvilágításban
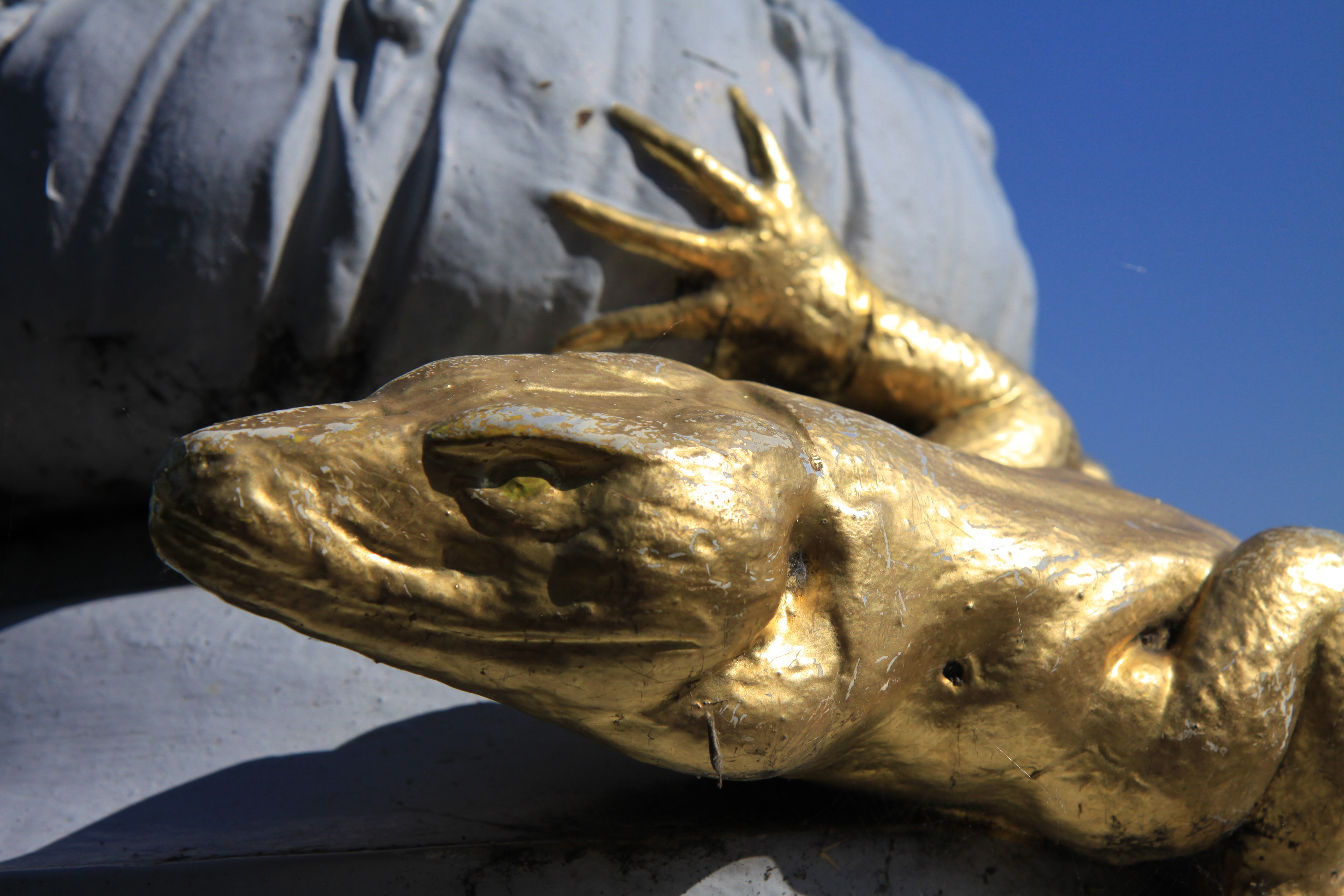
Aranyozott dísz
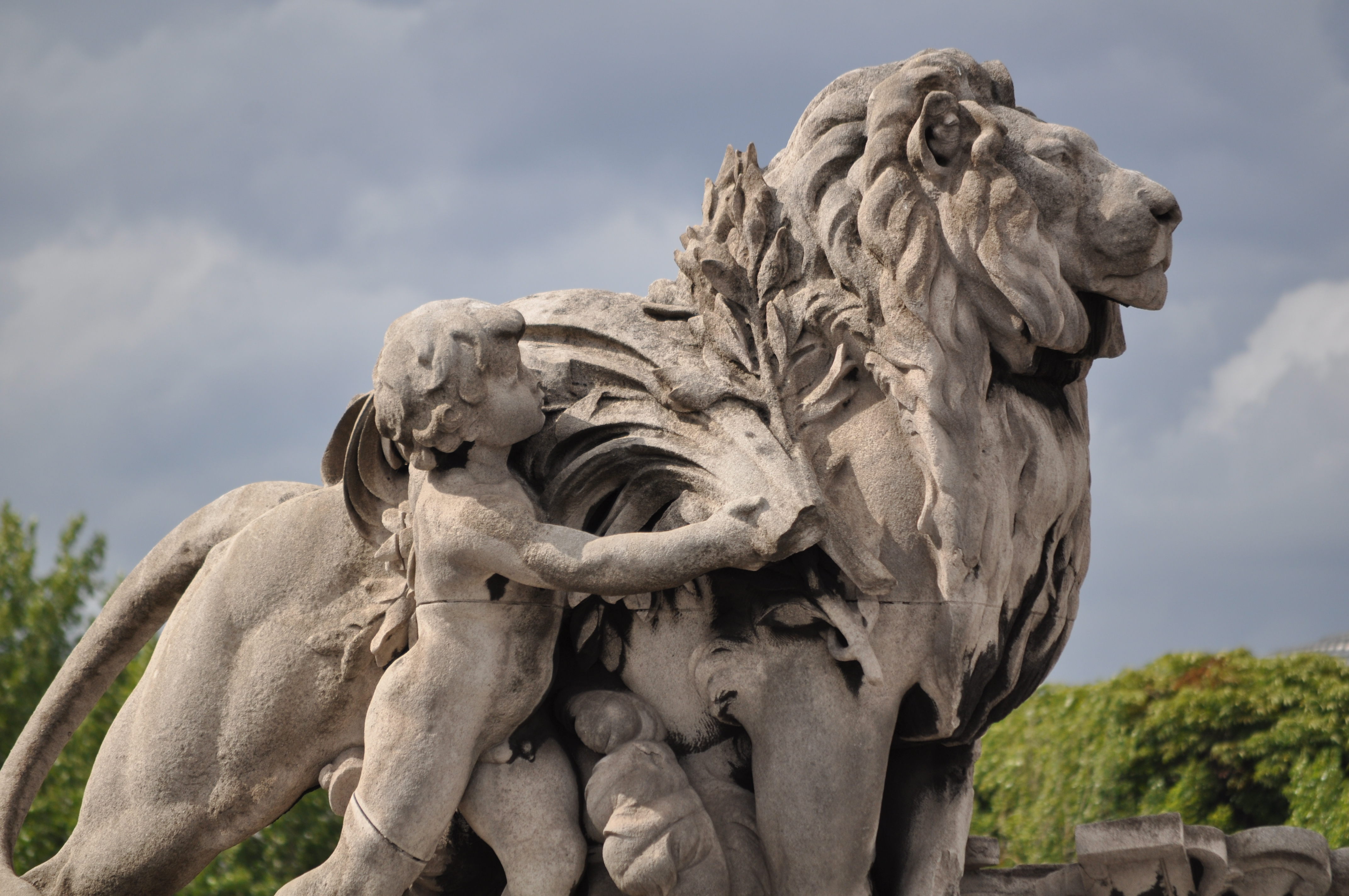
A hídfő egyik oroszlánja
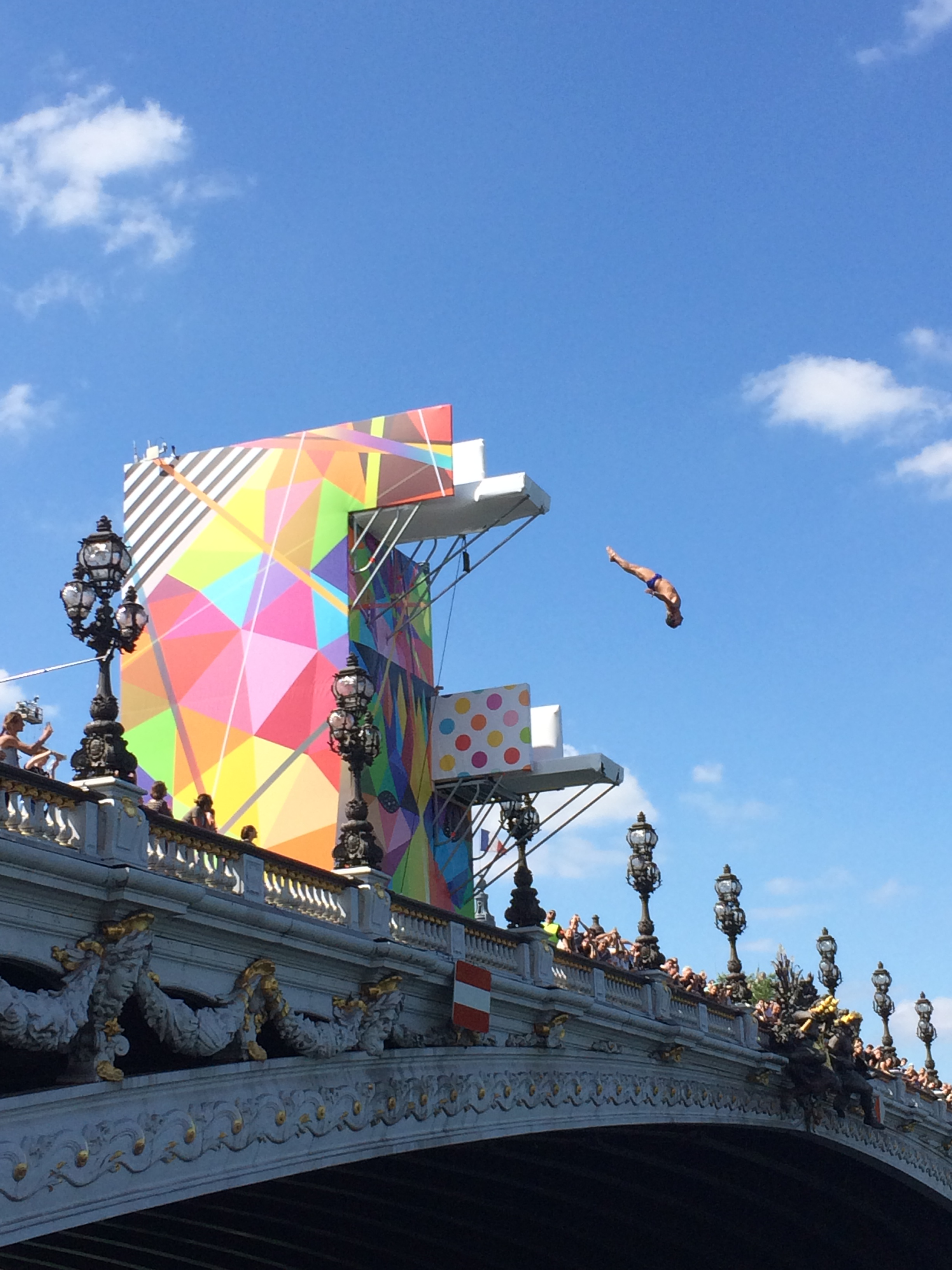
Műugrás a hídról (2017)